# Torneio Europeu das Nações
O Torneio Europeu das Nações (também conhecido como ENC European Nations Cup ou como Seis Nações B) é um torneio de Rugby para as selecções nacionais de nível 2 e 3, organizado pela FIRA (Associação Europeia de Râguebi), o órgão de rugby union na Europa e ramo continental da International Rugby Board. 
O torneio, realizado desde 1936, foi chamado por nomes diferentes.
Neste torneio eles nunca participaram as seleções britânicas envolvidas non torneios Home Nations Championship e Cinco Nações

## Divisões 2012-2014

Países envolvidos nos diferentes torneios europeus de râguebi (época 2012-2014)

| Seis Nações                                                        | Divisão 1A                                                  | Divisão 1B                                                            | Divisão 2A                                           |
| ------------------------------------------------------------------ | ----------------------------------------------------------- | --------------------------------------------------------------------- | ---------------------------------------------------- |
| - País de Gales - Inglaterra - Irlanda - França - Itália - Escócia | - Geórgia - Romênia - Espanha - Rússia - Portugal - Bélgica | - Alemanha - Ucrânia - Suécia - Polônia - República Tcheca - Moldávia | - Países Baixos - Malta - Suíça - Croácia - Lituânia |

| Divisão 2B                                        | Divisão 2C                                          | Divisão 2D                                                         | Divisão 3A                          |
| ------------------------------------------------- | --------------------------------------------------- | ------------------------------------------------------------------ | ----------------------------------- |
| - Israel - Andorra - Sérvia - Letônia - Dinamarca | - Chipre - Hungria - Bulgária - Eslovênia - Áustria | - Noruega - Luxemburgo - Grécia - Bósnia e Herzegovina - Finlândia | - Turquia - Eslováquia - Azerbaijão |